# TIFF 2020
Cea de-a 19-a ediție a Festivalului Internațional de Film Transilvania s-a desfășurat în perioada 31 iulie - 9 august 2020 la Cluj-Napoca.
Juriul Competiției Oficiale formează din producătoarea de film Ada Solomon, regizoarea Adina Pintilie, scriitorul Philip O’Ceallaigh, dramaturgul Csaba Székely și actorul clujean Hatházi András.
Actrița Maria Ploae este distinsă cu premiul de excelență TIFF.
Trofeul Transilvania este acordat filmului Babyteeth de Shannon Murphy, premiul regizoral este acordat lui Tim Mielants pentru Patrick și Zheng Lu Xinyuan pentru The Cloud in Her Room, iar premiul pentru cea mai bună interpretare este acordat lui Evgeniya Gromova pentru rolul din Fidelity

## Juriu competitie
- Ada Solomon, producătoarea
- Adina Pintilie, regizoarea
- András Hatházi, actor
- Csaba Székely, scriitor de teatru
- Philip Ó Ceallaigh, scriitor

## Filmele din competiția oficială
| Titlu în engleză      | Titlu original                      | Țara      | Regizor                  |
| --------------------- | ----------------------------------- | --------- | ------------------------ |
| The Valley of Souls   | Tantas Almas                        | Columbia  | Nicolás Rincón Gille     |
| Supernova             |                                     | Polonia   | Bartosz Kruhlik          |
| Patrick               |                                     | Belgia    | Tim Mielants             |
| Rialto                |                                     | Irlanda   | Peter Mackie Burns       |
| Wildlife              |                                     | Danemarca | Jeanette Nordahl         |
| Babyteeth             |                                     | Australia | Shannon Murphy           |
| Jumbo                 |                                     | Belgia    | Zoé Wittock              |
| Fidelity              | Верность                            | Rusia     | Niguina Saïfoullaeva     |
| A Hairy Tale          | Maskhare Baz                        | Iran      | Amir Homayoun Ghanizadeh |
| The Cloud in Her Room | 她房间里的云, Tā fángjiān lǐ de yún | China     | Zheng Lu Xinyuan         |
| Defunct               | Απόστρατος                          | Grecia    | Zacharias Mavroeidis     |
| Sister                | Sestra                              | Bulgaria  | Svetla Tsotsorkova       |

## Premii
- Trofeul Transilvania – Babyteeth, regia Shannon Murphy
- Premiul pentru Cea mai bună regie (ex-æquo) - Tim Mielants  pentru Patrick și Zheng Lu Xinyuan pentru The Cloud in Her Room
- Premiul Special al Juriului - Sister, regia Svetla Tsotsorkova
- Premiul pentru Cea mai bună interpretare – Evgeniya Gromova pentru rolul din Fidelity
- Premiul de excelență - actrița Maria Ploae